# Remonstranten
De remonstranten (of de Remonstrantse Broederschap, arminianen, of rekkelijken) zijn een afsplitsing van de (Nederduits) Gereformeerde Kerk, ontstaan in het begin van de 17e eeuw.

## Remonstrantie

Ontstaansgeschiedenis van kerken in Nederland

De Remonstrantse Broederschap heeft haar wortels in de 16e eeuw. Dit kerkgenootschap is ontstaan uit de Nederlandse Erasmiaanse stroming binnen de Reformatie, zo genoemd naar Desiderius Erasmus (1467-1536). Voortrekkers van deze stroming zijn Anastasius Veluanus, Hubert Duifhuis, Willem de Volder, Angelus Merula, Cornelis Cooltuyn en Jelle Hotses. De remonstranten staan voor een vrijzinnig-liberaal christendom, gebaseerd op waarden als liefde, vrijheid en verdraagzaamheid. Deze waarden leidden tot het begrip arminianisme.
Jacobus Arminius (1560-1609) was een belangrijke theoloog aan het eind van de 16de en het begin van de 17de eeuw die de opvattingen van een tolerant christendom verkondigde. Hij studeerde bij Theodorus Beza in Genève, was predikant in Amsterdam en van 1603 tot zijn overlijden in 1609 hoogleraar godgeleerdheid aan de Rijksuniversiteit Leiden. De volgelingen van Arminius werden Arminianen genoemd, ook wel de rekkelijken of remonstranten. Na hem was Conrad Vorstius de voornaamste vertegenwoordiger van de remonstranten aan de Universiteit van Leiden. 
De remonstranten waren (en zijn) tegen bindende belijdenisgeschriften.
Zij verzetten zich ook tegen de opvattingen van Calvijn, met name tegen de leer van de predestinatie die ervan uitgaat dat God van eeuwigheid af aan heeft verkoren of verworpen.
Onder hen waren Episcopius, Eduard Poppius en de hofpredikant Johannes Uyttenbogaert. De opvattingen van de remonstranten werden in 1610 vastgelegd in een 'verweerschrift' of 'remonstrantie'. Dit verweerschrift is ook bekend als de Vijf artikelen van de remonstranten. In januari 1610 formuleerden in Gouda 44 hervormde predikanten bezwaren tegen de leer van de Nederduits Gereformeerde Kerk, die de bevoorrechte kerk was in de Republiek der Zeven Verenigde Nederlanden. Deze bezwaren golden de gereformeerde belijdenisgeschriften, waaruit in 1618 en 1619 de Dordtse Leerregels voortkwamen.

## Contraremonstrantie

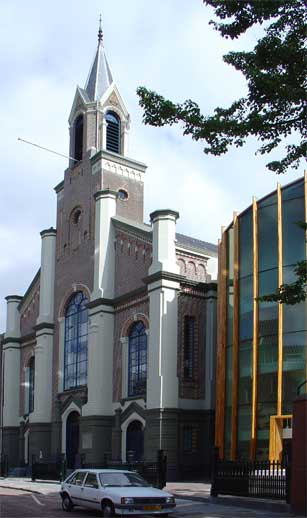
De Remonstrantse kerk van Groningen

De contraremonstranten, de tegenstanders van de remonstranten, onderschreven de leer van de predestinatie van Calvijn. De remonstranten beschuldigden de contraremanstranten ervan dat zij God auteur van de zonde maakten. De mens had bij de remonstranten een vrije wil, in die zin dat de mens ten minste de bereidheid moest hebben om de redding door Jezus Christus persoonlijk te aanvaarden. De contraremonstranten stelden dat dit standpunt Gods soevereiniteit tekortdoet omdat God niet afhankelijk is van mensen. De mens is totaal verdorven en kiest zelf voor het kwade, aldus de contraremonstranten. Toch blijft de mens ten volle verantwoordelijk. Dat zij niet zalig worden, dat wil zeggen het eeuwig leven niet deelachtig worden, komt niet vanwege dat ‘niet kunnen’, maar vanwege hun ongeloof. Een bekende contraremonstrant was Franciscus Gomarus. De contraremonstranten werden ook wel gomaristen of preciezen genoemd.
Tussen de remonstranten en hun tegenstanders ontstonden er al snel felle discussies. De remonstranten vonden hun medestanders met name onder de regentenklasse. Vooral onder het gewone volk, de kleyne luyden, vonden de contraremonstranten gehoor. Omdat het geschil de prille Republiek in tweeën dreigde te splitsen, organiseerde Johan van Oldenbarnevelt in 1611 een conferentie in Den Haag. Deze werd bijgewoond door zes predikanten, van zowel  remonstrantse als contraremonstrantse zijde. Op deze conferentie formuleerden de contraremonstranten in zeven stellingen hun verweer tegen de remonstrantie. Stadhouder Maurits van Oranje zag het als de opdracht van het huis van Oranje ‘de gereformeerde religie te beschermen’. Daarom koos prins Maurits partij voor de contraremonstranten en tegen Van Oldenbarnevelt.
In augustus 1617 werd door de Staten van Holland de Scherpe Resolutie aangenomen, die de steden in Holland de mogelijkheid gaf eigenhandig waardgelders aan te nemen om onlusten te voorkomen. In de praktijk was de resolutie gericht tegen de contraremonstranten, die een opstandige aanhang onder de bevolking van de steden hadden. Hiermee ondermijnde men het gezag van Maurits als opperbevelhebber van het leger. Mede daardoor escaleerde zijn conflict met Van Oldenbarnevelt, met uiteindelijk gevolg dat deze raadpensionaris op 13 mei 1619 op beschuldiging van landverraad werd onthoofd. De dood van deze grote staatsman op het schavot had Maurits echter kunnen en moeten voorkomen. "Als er een rechtbank van de geschiedenis bestond, zou die over Maurits ondubbelzinnig het schuldig uitspreken", schrijft historicus A. Th. van Deursen in zijn biografie over prins Maurits.
Vanaf november 1618 werd  de Synode van Dordrecht, een algemene kerkvergadering, gehouden. De Synode sprak zich naar verwachting uit voor de contraremonstranten. De standpunten tegen de remonstranten werden weergegeven in de vijf punten die bekendstaan als de Dordtse Leerregels.
Op 14 januari 1619 tijdens de Dordtse synode werden 200 rekkelijke predikanten uit hun ambt gezet. Ze moesten op 29 mei dat jaar een verbod tot preken ondertekenen, de zogenoemde Acte van Stilstand. Zeker tachtig predikanten weigerden en gingen in ballingschap.
Onder leiding van Uytenbogaert stichtte in 1619 een groep van 38 remonstrantse predikanten in ballingschap in Antwerpen de Remonstrantse Broederschap. Dat was géén kerk, want de hoop was gericht op een 'reparatie van de grieven' en terugkeer in de kerk.
In 1621 werden onder anderen de pro-remonstrantse Jacob Dircksz de Graeff en Rombout Hogerbeets op instigatie van Maurits verwijderd uit de regering van Amsterdam en Leiden.
Hertog Frederik III van Sleeswijk-Holstein-Gottorp nodigde de remonstrantse vluchtelingen uit zich aan de Eider te vestigen, waar zij in 1621 Frederikstad stichtten. In 1625 bouwden ze hun eerste kerk, die in 1850 tijdens de Eerste Duits-Deense Oorlog werd verwoest, maar in 1854 werd herbouwd.
Hugo de Groot heeft zich tijdens zijn ballingschap nooit tot de ene of andere richting bekend. Hij werd niettemin door de gomaristen tot de arminianen gerekend, alsook door de arminianen zelf. De publicaties van De Groot kenmerken zich door een remonstrantse betoogtrant. Soms werd De Groot wel voor een rooms-katholiek gehouden.

## Einde vervolging
De gevluchte remonstranten keerden na het overlijden van Maurits van Oranje in 1625 geleidelijk terug naar de Republiek. Daar was de remonstrantse kerk officieel verboden, maar ze werd in de praktijk gedoogd. De remonstranten stichtten vele schuilkerken. De eerste was De Rode Hoed, een voormalig pakhuis aan de Keizersgracht in Amsterdam, de grootste schuilkerk in Nederland. Pas na de stichting van de Bataafse Republiek in 1795 werd het kerkgenootschap officieel erkend.

## Bloeiperiode
In de tweede helft van de 19e eeuw en de eerste helft van de 20e eeuw beleefde de Remonstrantse Broederschap haar grootste bloei. Veel vrijzinnigen die zich losmaakten van de Nederlandse Hervormde Kerk sloten zich bij de remonstranten aan.

## Samenwerking met PKN
In het laatste kwart van de 20e eeuw werd getracht om in Nederland tot één Protestantse Kerk in Nederland te komen, het zogenaamde Samen op Weg-proces. Aanvankelijk deden de remonstranten hieraan mee, mede omdat de theologische verschillen met de Hervormde Kerk verzoend waren in een Hervormd-Remonstrants gesprek. In 1993 bleek echter dat, hoewel de Concordie van Leuenberg genoemd werd als belijdenisgeschrift dat de wederzijdse veroordelingen van de Reformatie als niet langer van toepassing beschouwt, ook de Dordtse Leerregels van 1619 in de Kerkorde van de nieuwe kerk als belijdenisgeschrift erkend bleven. De Algemene Vergadering van Bestuur van de Remonstrantse Broederschap besloot zich hierop uit het Samen op Weg-proces terug te trekken. Er is nog wel samenwerking met de Protestantse Kerk in Nederland op het terrein van werelddiakonaat, in Kerk-in-Actie. Bij de opleiding van predikanten in Leiden werkte men tot aan het vertrek van het Remonstrants Seminarium naar de Vrije Universiteit in 2013 ook intensief samen. Ook zijn er plaatselijk samenwerkingsgemeenten met de vrijzinnige protestanten binnen de PKN van de Vereniging van Vrijzinnige Protestanten (VVP).

## Remonstranten in de 21ste eeuw

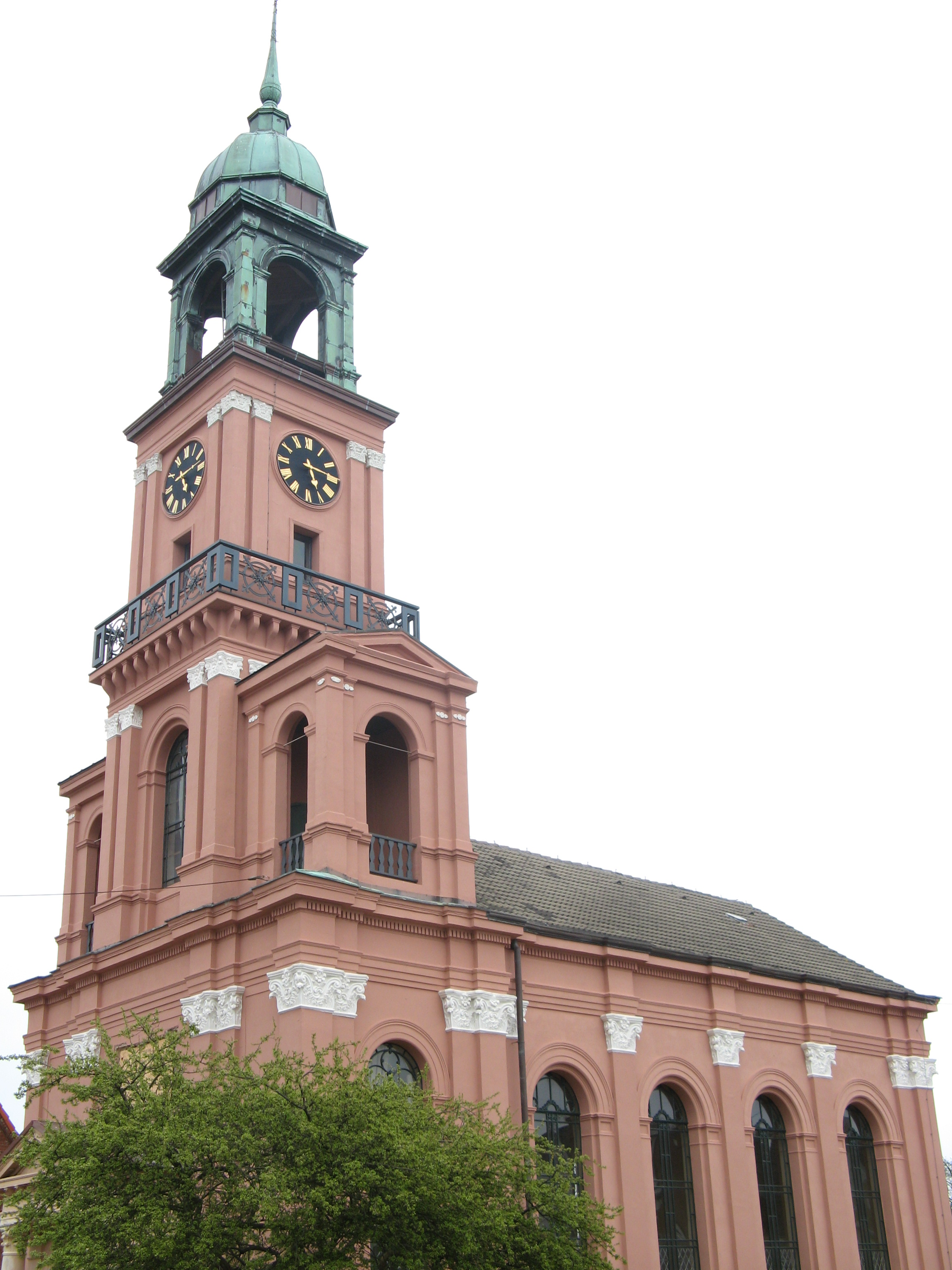
Remonstrantse kerk van Friedrichstadt (Sleeswijk-Holstein)

In 2010 telde de Remonstrantse Broederschap 44 gemeenten in Nederland en een in Duitsland. Precies de helft van de Nederlandse gemeenten bevindt zich in de provincies Zuid- (16) en Noord-Holland (6). Het aantal leden en vrienden bedroeg per eind 2008: 5780 waarvan een derde 'vrienden', wat 145 minder is dan een jaar eerder. In 2013 dreigde het ledental onder de 5000 te zakken. Dankzij marktonderzoek en een landelijke marketingcampagne werd dit voorkomen. Begin 2015 waren er 5050 leden en vrienden.
De Remonstrantse Broederschap bepleit een vrij en verdraagzaam christendom. Iedereen is vrij het geloof op zijn eigen manier te beleven. De remonstranten kennen geen doopleden. Hierdoor laat het ledental zich niet goed vergelijken met dat van grotere kerken, die dit type leden wel kennen. De doop in een remonstrantse gemeente, waardoor men deel wordt van de "Kerk van Christus", is erkend door de meeste andere kerkgenootschappen, waaronder de Rooms-Katholieke Kerk. Het Avondmaal is open. Iedere aanwezige in de dienst die de wens heeft deel te nemen, is uitgenodigd, "of hij of zij lid is van de Remonstrantse Broederschap of enige andere kerk, al of niet". Men wordt lid door in te stemmen met de Beginselverklaring. De kandidaat wordt gestimuleerd zijn of haar eigen geloofsbelijdenis te formuleren. De remonstranten kennen ook 'vrienden'; personen die zich betrokken voelen bij de geloofsgemeenschap, maar niet willen overgaan tot het instemmen met de Beginselverklaring of tot het doen van belijdenis. Zo'n 30% van de remonstranten heeft de status 'vriend'. In 1920 stelde de Broederschap de eerste vrouwelijke predikant aan en in 2010 was ongeveer de helft van de gemeentepredikanten vrouw. In 1986 waren de remonstranten het eerste kerkgenootschap dat de Kerkorde zodanig wijzigde dat relaties van paren van hetzelfde geslacht kerkelijk ingezegend konden worden. In 2014 besloot de Algemene Vergadering om het werven van vrienden centraal te stellen om de krimp tot stilstand te brengen. De Remonstranten zijn hiermee de eerste kerk in Nederland die via moderne marketingcommunicatie leden/vrienden werft.
De Remonstrantse Broederschap is aangesloten bij de Wereldraad van Kerken, de Raad van Kerken in Nederland, de World Alliance of Reformed Churches (WARC), de Gemeenschap van Protestantse Kerken in Europa (Leuenberg), de Nederlandse Zendingsraad (NZR), de Interkerkelijke Omroep Nederland (IKON) (tot de opheffing van deze omroep per 1 januari 2016) en de International Association for Religious Freedom (IARF).

### Vernieuwende geloofsbelijdenis
In 2004-2005 heeft de Remonstrantse Broederschap uitgebreid gediscussieerd over de opstelling van een landelijke geloofsbelijdenis. Dit is opmerkelijk, omdat de belijdenissen die de remonstranten kennen vooral individuele geloofsbelijdenissen zijn, die leden bij hun toetreding opstellen.
Driemaal in haar geschiedenis heeft de Broederschap een landelijke geloofsbelijdenis geformuleerd. De eerste is opgesteld in 1621 om de positie van de Broederschap ten opzichte van de heersende Hervormde of Gereformeerde Kerk duidelijk te maken. Een tweede belijdenis is opgesteld in 1940 als een geloofsgetuigenis tegen de geestelijke pretenties van het nationaalsocialisme aan het begin van de Duitse bezetting van Nederland (1940-1945).
In 2003 heeft het Convent van remonstrantse predikanten een voorstel geformuleerd voor een nieuwe "proeve van belijden". Deze belijdenis is aanvaard op de Algemene Vergadering van Bestuur van de Remonstrantse Broederschap (de jaarvergadering) op 10 juni 2006. In de tekst wordt niet begonnen met God de Vader (zoals te doen gebruikelijk is) maar met de mens die beseft en aanvaardt "dat het bestaan oneindig groter is dan wij kunnen bevatten". Vervolgens wordt verwezen naar de inspiratie door de Heilige Geest; deze voert ons naar Jezus en Jezus verwijst naar God. Deze verandering in de klassieke volgorde van de christelijke belijdenis is opmerkelijk maar kenmerkt ook de remonstranten: geloof begint bij de mens. Belijdenissen worden in voorlopigheid opgesteld. Het zijn tijdelijke teksten, voor verbetering vatbaar.

### Kerkvernieuwing
In 2008 was er in Amersfoort een 'beraadsdag' over de toekomst van de kerk. Het belang van nieuwe media werd onderkend en de  website werd vernieuwd; in 2009 won deze de zilveren Webfish Award voor beste kerkelijke website. In 2009 besloot de Algemene Vergadering om naar buiten te treden met de leuze 'Voor een vrij en verdraagzaam Christendom'. Als eerste kerkgenootschap in Nederland koos de organisatie ervoor om aanmelding voor het lidmaatschap via de website mogelijk te maken.
In november 2014 begonnen de Remonstranten een vriendenwerfcampagne onder de slogan 'Geloof begint bij jou'. Voor het eerst maakte een kerkgenootschap reclame met posters op stations, advertenties in bladen, radiospotjes op landelijke radiozenders en via sociale media. De posters op de stations werden aanvankelijk geweigerd door de Nederlandse Spoorwegen vanwege "religieuze uitingen". NS kwam na druk in de media terug op dit besluit. De campagne en nieuwe wijze werken zorgden ervoor dat de krimp van het ledental binnen enkele maanden tot stilstand kwam. Het ledental in 2014 bleef nagenoeg gelijk aan dat van 2013 (5050).

## Landelijke functionarissen
Sinds 1944 kent het landelijk bestuur van de Remonstrantse Broederschap, de Commissie tot de Zaken, landelijke functionarissen. Tot 1973 werden deze predikant in algemene dienst genoemd en daarna tot 1982 functionaris algemene zaken. Vanaf 1982 kent de Remonstrantse Broederschap een algemeen secretaris die het gezicht is van het kerkgenootschap.
De functie van algemeen secretaris werd bekleed door:
- 1982-1989: Jan Willem Nieuwenhuijsen
- 1989-2007: Mijnke Bosman
- 2008-2016: Tom Mikkers
- 2017-2018: Joost Röselaers
- 2018-2019: Wouter Voshol - interim, niet benoemd door Algemene Vergadering
- 2019-heden: Annemarie Gerretsen

## Remonstrants Seminarium
Sinds 1634 kennen de remonstranten een eigen opleiding voor predikanten het Remonstrants Seminarium. Nadat in 1619 de Remonstrantse Broederschap was opgericht en na enige tijd remonstrantse predikanten konden terugkeren uit hun ballingschap, richtte Simon Episcopius in 1634 het Seminarium der Remonstranten op. Deze kweekschool moest de predikantenopleiding worden van het kleine, in die tijd nog verboden, kerkgenootschap van de remonstranten. Episcopius en zijn opvolgers verzorgden een aanvulling op de studie zoals die werd aangeboden aan het Amsterdamse Atheneum Illustre, een voorloper van de Universiteit van Amsterdam. Toonaangevende hoogleraren werden aangesteld: onder anderen Philippus van Limborgh, die in nauw contact stond met de Britse verlichtingsfilosoof John Locke, de Bijbelwetenschappers Johann Wettstein en Jean le Clerc. In 1834 vierde het seminarium zijn 200-jarig bestaan onder de in zijn tijd befaamde hoogleraar Abraham des Amorie van der Hoeven. In 1873 werd de opleiding verplaatst naar Leiden, waar als hoogleraar Cornelis Petrus Tiele werd benoemd. Hij zou de eerste hoogleraar vergelijkende godsdienstwetenschappen in Nederland worden. Onder zijn leiding koos de Remonstrantse Broederschap voluit voor de vrijzinnigheid. Onder zijn opvolgers was de bekende rechtsmoderne theoloog Gerrit Jan Heering die het seminarium leidde van 1917-1949. Hij is de auteur van het boek De zondeval van het christendom. Hij vroeg aandacht voor de sociale kant van het evangelie in de rede 'De kerk als maatschappelijk geweten'. In 2012 is besloten om het seminarium nog een keer te verplaatsen, nu naar de Vrije Universiteit in Amsterdam. Aanleiding voor deze verplaatsing was enerzijds het vertrek van de kerkelijke opleiding van de Protestantse Kerk in Nederland uit Leiden (waarmee veel werd samengewerkt) en de breedheid van de opleiding godgeleerdheid bij de Vrije Universiteit, waar een verscheidenheid aan kerkelijke opleidingen te vinden is.
Hoogleraren aan het Remonstrants Seminarium sinds 1902:
- 1902-1916: Hermanus IJsbrand Groenewegen
- 1917-1949: Gerrit Jan Heering
- 1949-1958: George Johan Sirks
- 1958-1977: Gerrit Jan Hoenderdaal
- 1978-1992: Elze Jan Kuiper
- 1992-2012: Marius van Leeuwen
- 2012-2023: Christa Anbeek
- 2023- heden:....

## Herdenking Arminius
In 2009 stonden de remonstranten stil bij het begin van hun geschiedenis, ter gelegenheid van de vierhonderdste sterfdag van Jacobus Arminius op 19 oktober 2009. Op 9 en 10 oktober 2009 organiseerden men twee conferenties in Leiden onder de noemer 'Arminius herdacht'. In januari 2010 verscheen de glossy Arminius. Hier werden meer dan 20.000 exemplaren van verkocht.

## Bekende remonstranten
- Johan van Oldenbarnevelt
- Hugo de Groot
- Christa Anbeek